# STS-56
إس تي إس-56 (بالإنجليزية: STS-56)‏ الرحلة الرابعة والخمسون ضمن برنامج مكوك الفضاء لوكالة ناسا، والرحلة السادسة عشر على متن مكوك الفضاء ديسكفري، انطلقت الرحلة في 8 أبريل 1993 من مركز كينيدي للفضاء ، وهبطت بتاريخ 17 أبريل في مركز كينيدي للفضاء أيضاً، بعد تسعة أيام مكثتها الرحلة في الفضاء، من أهداف الرحلة جمع البيانات حول العلاقة بين إنتاج الطاقة الشمسية والغلاف الجوي المتوسط للأرض وطبيعة تأثيرها على طبقة الأوزون، بلغ عدد الرواد المشاركين في الرحلة خمسة رواد.